# Manchester United Football Club 2012-2013
Questa pagina raccoglie i dati riguardanti il Manchester United Football Club nelle competizioni ufficiali della stagione 2012-2013.

## Stagione
La stagione 2012-2013 del Manchester United rappresenta la 21ª stagione consecutiva del club nella Premier League inglese, dove lotta, con successo, per la conquista del 20º titolo nazionale. Lo United compete anche per la vittoria delle due coppe nazionali (FA Cup e Football League Cup) e della UEFA Champions League, venendo eliminata però dalle prime due entrambe le volte dal Chelsea (rispettivamente ai quarti e agli ottavi di finale) e in Champions dal Real Madrid ancora agli ottavi. In Europa il club cerca di riscattarsi dopo la deludente partecipazione della scorsa stagione culminata con l'eliminazione alla fase a gironi. In questo senso vanno letti gli acquisti di due top-player quali Robin van Persie, in arrivo dall'Arsenal e capocannoniere della Premier League 2011-2012 con 28 reti, e Shinji Kagawa, talento giapponese del Borussia Dortmund. Essi vanno a rinforzare una squadra che la stagione scorsa aveva sfiorato la vittoria in Premier e le fanno fare un salto di qualità ponendola come grande favorita alla Premier League 2012-2013 e come una delle squadre in lizza per la conquista dell'UEFA Champions League 2012-2013.
Il 22 aprile 2013 il Manchester United si laurea campione d'Inghilterra per la ventesima volta nella sua storia con quattro turni di anticipo. I Red Devils conquistano il titolo dopo aver battuto in casa l'Aston Villa per 3-0 con tripletta di Robin van Persie, il colpo di mercato dell'estate 2012. In questo modo lo United allunga sul Manchester City (2º), distante da quel momento 16 punti, pur avendo, il club guidato da Roberto Mancini, una partita in meno.
L'8 maggio 2013 Sir Alex Ferguson annuncia tramite il sito ufficiale della società il suo ritiro alla fine della stagione. L'allenatore scozzese lascia il Manchester United dopo 27 anni e ben 38 trofei vinti tra cui due UEFA Champions League.Come suo successore sulla panchina dei Red Devils viene scelto David Moyes, allenatore scozzese dell'Everton.
Il 19 maggio lo United pareggia contro il West Bromwich per 5-5, risultato mai verificatisi prima d'allora in un match di Premier League.

## Maglie e sponsor
Lo sponsor ufficiale è "AON Corporation", mentre viene confermato Nike come sponsor tecnico.
| Casa | Trasferta | Terza divisa | Divisa portiere |

## Organigramma societario
Area direttiva
- Proprietario: Malcolm Glazer
- Presidente onorario: Martin Edwards
- Vicepresidenti: Joel Glazer, Avram Glazer
- Direttore della commissione di consulenza legale: David Gill
- Direttori non esecutivi: Bryan Glazer, Kevin Glazer, Edward Glazer, Darcie Glazer
- Altri direttori: David Gill, Michael Edelson, Sir Bobby Charlton
- Segretario del club: John Alexander
- Ambasciatore globale: Bryan Robson

Area marketing
- Direttore commerciale: Richard Arnold
- Direttore operazioni e servizi: Michael Bolingbroke

Area tecnica
- Direttore sportivo della sezione calcistica:
- Allenatore: Sir Alex Ferguson
- Allenatore in seconda: Mike Phelan
- Preparatore dei portieri: Eric Steele
- Coach prima squadra: René Meulensteen
- Fitness coach: Eric Steele
- Team Manager: Warren Joyce

## Rosa
Dati aggiornati al 22 febbraio 2013.
| N. |                             | Ruolo | Calciatore                |
| -- | --------------------------- | ----- | ------------------------- |
| 1  | Spagna (bandiera)           | P     | David de Gea              |
| 2  | Brasile (bandiera)          | D     | Rafael                    |
| 3  | Francia (bandiera)          | D     | Patrice Evra              |
| 4  | Inghilterra (bandiera)      | D     | Phil Jones                |
| 5  | Inghilterra (bandiera)      | D     | Rio Ferdinand             |
| 6  | Irlanda del Nord (bandiera) | D     | Jonny Evans               |
| 7  | Ecuador (bandiera)          | C     | Antonio Valencia          |
| 8  | Brasile (bandiera)          | C     | Anderson                  |
| 10 | Inghilterra (bandiera)      | A     | Wayne Rooney              |
| 11 | Galles (bandiera)           | C     | Ryan Giggs (vicecapitano) |
| 12 | Inghilterra (bandiera)      | D     | Chris Smalling            |
| 13 | Danimarca (bandiera)        | P     | Anders Lindegaard         |
| 14 | Messico (bandiera)          | A     | Javier Hernández          |
| 15 | Serbia (bandiera)           | D     | Nemanja Vidić (capitano)  |
| 16 | Inghilterra (bandiera)      | C     | Michael Carrick           |
| 17 | Portogallo (bandiera)       | C     | Nani                      |
| 18 | Inghilterra (bandiera)      | C     | Ashley Young              |
| 19 | Inghilterra (bandiera)      | A     | Danny Welbeck             |

| N. |                        | Ruolo | Calciatore        |
| -- | ---------------------- | ----- | ----------------- |
| 20 | Paesi Bassi (bandiera) | A     | Robin van Persie  |
| 21 | Cile (bandiera)        | A     | Ángelo Henríquez  |
| 22 | Inghilterra (bandiera) | C     | Paul Scholes      |
| 23 | Inghilterra (bandiera) | C     | Tom Cleverley     |
| 24 | Scozia (bandiera)      | C     | Darren Fletcher   |
| 25 | Inghilterra (bandiera) | C     | Nick Powell       |
| 26 | Giappone (bandiera)    | C     | Shinji Kagawa     |
| 27 | Italia (bandiera)      | A     | Federico Macheda  |
| 28 | Paesi Bassi (bandiera) | D     | Alexander Büttner |
| 31 | Inghilterra (bandiera) | D     | Scott Wootton     |
| 33 | Portogallo (bandiera)  | A     | Bebé              |
| 36 | Belgio (bandiera)      | D     | Marnick Vermijl   |
| 37 | Irlanda (bandiera)     | C     | Robert Brady      |
| 38 | Inghilterra (bandiera) | D     | Michael Keane     |
| 40 | Inghilterra (bandiera) | P     | Ben Amos          |
| 41 | Norvegia (bandiera)    | A     | Joshua King       |
| 46 | Inghilterra (bandiera) | C     | Ryan Tunnicliffe  |
| 50 | Inghilterra (bandiera) | P     | Sam Johnstone     |

## Calciomercato

### Sessione estiva(dall'1/7 all'1/9)
| Acquisti | Acquisti          | Acquisti             | Acquisti                    |  |
| R.       | Nome              | da                   | Modalità                    |  |
| -------- | ----------------- | -------------------- | --------------------------- |  |
| D        | Reece Brown       | Coventry City        | fine prestito               |  |
| P        | Ben Amos          | Hull City            | fine prestito               |  |
| D        | Fábio             | QPR                  | fine prestito               |  |
| A        | John Cofie        | Anversa              | fine prestito               |  |
| C        | Shinji Kagawa     | Borussia Dortmund    | definitivo (16 milioni €)   |  |
| C        | Nick Powell       | Crewe Alexandra      | definitivo (7,5 milioni €)  |  |
| A        | Robin van Persie  | Arsenal              | definitivo (30,7 milioni €) |  |
| D        | Alexander Büttner | Vitesse              | definitivo (5 milioni €)    |  |
| D        | Sean McGinty      | Oxford Utd           | fine prestito               |  |
| A        | Ángelo Henríquez  | Universidad de Chile | definitivo (5,5 milioni €)  |  |
| A        | Bebé              | Beşiktaş             | fine prestito               |  |
| P        | Tomasz Kuszczak   | Watford              | fine prestito               |  |

| Cessioni | Cessioni         | Cessioni          | Cessioni                     |
| R.       | Nome             | a                 | Modalità                     |
| -------- | ---------------- | ----------------- | ---------------------------- |
| A        | Michael Owen     |                   | svincolato                   |
| D        | Sean McGinty     | Oxford Utd        | prestito (fino al 13/9)      |
| A        | John Cofie       | Sheffield Utd     | prestito (fino al 2/1)       |
| C        | Park Ji-sung     | QPR               | definitivo (3,1 milioni €)   |
| P        | Ben Amos         | Hull City         | prestito (fino al 3/1)       |
| D        | Fábio            | QPR               | prestito                     |
| C        | Oliver Norwood   | Huddersfield Town | definitivo (0,505 milioni €) |
| P        | Tomasz Kuszczak  |                   | svincolato                   |
| C        | Matty James      | Leicester City    | definitivo (1,25 milioni €)  |
| D        | Ritchie De Laet  | Leicester City    | definitivo (1,25 milioni €)  |
| D        | Reece Brown      | Coventry City     | prestito (fino al 7/1)       |
| C        | Paul Pogba       |                   | svincolato                   |
| A        | Dimităr Berbatov | Fulham            | definitivo (5 milioni €)     |

### Trasferimenti tra le due sessioni
| Acquisti | Acquisti     | Acquisti   | Acquisti      |
| R.       | Nome         | da         | Modalità      |
| -------- | ------------ | ---------- | ------------- |
| D        | Sean McGinty | Oxford Utd | fine prestito |

| Cessioni | Cessioni      | Cessioni       | Cessioni                      |
| R.       | Nome          | a              | Modalità                      |
| -------- | ------------- | -------------- | ----------------------------- |
| C        | Robert Brady  | Hull City      | prestito (dal 5/11 al 2/1)    |
| D        | Michael Keane | Leicester City | prestito                      |
| C        | Jesse Lingard | Leicester City | prestito (dal 6/11 al 2/1)    |
| D        | Sean McGinty  | Carlisle Utd   | prestito (dal 6/11 al 5/1)    |
| A        | Joshua King   | Blackburn      | prestito (dal 22/11 al 31/12) |

### Sessione invernale(dall'1/1 al 31/1)
| Acquisti | Acquisti      | Acquisti       | Acquisti                     |
| R.       | Nome          | da             | Modalità                     |
| -------- | ------------- | -------------- | ---------------------------- |
| A        | John Cofie    | Sheffield Utd  | fine prestito                |
| C        | Jesse Lingard | Leicester City | fine prestito                |
| P        | Ben Amos      | Hull City      | fine prestito                |
| D        | Sean McGinty  | Carlisle Utd   | fine prestito                |
| D        | Reece Brown   | Coventry City  | fine prestito                |
| A        | Wilfried Zaha | Crystal Palace | definitivo (11,75 milioni €) |

| Cessioni | Cessioni         | Cessioni         | Cessioni                    |
| R.       | Nome             | a                | Modalità                    |
| -------- | ---------------- | ---------------- | --------------------------- |
| A        | Bebé             | Rio Ave          | prestito                    |
| A        | Ángelo Henríquez | Wigan            | prestito                    |
| A        | Joshua King      | Blackburn        | definitivo (1,23 milioni €) |
| C        | Robert Brady     | Hull City        | definitivo (2,5 milioni €)  |
| C        | Davide Petrucci  | Peterborough Utd | prestito                    |
| D        | Scott Wootton    | Peterborough Utd | prestito                    |
| A        | Federico Macheda | Stoccarda        | prestito                    |
| D        | Luke McCullough  | Cheltenham Town  | prestito (fino al 25/3)     |
| A        | Wilfried Zaha    | Crystal Palace   | prestito                    |

### Trasferimenti dopo la sessione invernale
| Acquisti | Acquisti         | Acquisti        | Acquisti      |
| R.       | Nome             | da              | Modalità      |
| -------- | ---------------- | --------------- | ------------- |
| A        | John Cofie       | Notts County    | fine prestito |
| C        | Ryan Tunnicliffe | Barnsley        | fine prestito |
| D        | Luke McCullough  | Cheltenham Town | fine prestito |

| Cessioni | Cessioni         | Cessioni     | Cessioni                    |
| R.       | Nome             | a            | Modalità                    |
| -------- | ---------------- | ------------ | --------------------------- |
| A        | John Cofie       | Notts County | prestito (dall'8/2 all'8/3) |
| C        | Ryan Tunnicliffe | Barnsley     | prestito (dal 22/2 al 22/3) |
| D        | Reece Brown      | Ipswich Town | prestito                    |
| P        | Sam Johnstone    | Walsall      | prestito                    |
| D        | Sean McGinty     | Tranmere     | prestito                    |

## Risultati

### Barclays Premier League
| Arbitro: | Andre Marriner |

|              |           |  |
| Fellaini 57’ | Marcatori |  |

| Arbitro: | Kevin Friend |

|                                      |           |                          |
| van Persie 10’ Kagawa 35’ Rafael 41’ | Marcatori | 3’ Duff 64’ (aut.) Vidić |

| Arbitro: | Mike Dean |

|                              |           |                            |
| Lambert 16’ Schneiderlin 55’ | Marcatori | 23’, 87’, 90+2’ van Persie |

| Arbitro: | Michael Oliver |

|                                                  |           |  |
| Scholes 51’ Hernández 63’ Büttner 66’ Powell 82’ | Marcatori |  |

| Arbitro: | Mark Halsey |

|             |           |                                  |
| Gerrard 46’ | Marcatori | 51’ Rafael 81’ (rig.) van Persie |

| Arbitro: | Chris Foy |

|                     |           |                                    |
| Nani 51’ Kagawa 53’ | Marcatori | 2’ Vertonghen 32’ Bale 52’ Dempsey |

| Arbitro: | Howard Webb |

|  |           |                                 |
|  | Marcatori | 8’ Evans 15’ Evra 71’ Cleverley |

| Arbitro: | Anthony Taylor |

|                                            |           |                               |
| Rooney 27’, 65’ van Persie 44’ Welbeck 46’ | Marcatori | 11’ (aut.) Rooney 58’ Kightly |

| Arbitro: | Mark Clattenburg |

|                      |           |                                                |
| Mata 44’ Ramires 53’ | Marcatori | 4’ (aut.) D. Luiz 12’ van Persie 75’ Hernández |

| Arbitro: | Mike Dean |

|                        |           |               |
| van Persie 3’ Evra 67’ | Marcatori | 90+5’ Cazorla |

| Arbitro: | Kevin Friend |

|                    |           |                                     |
| Weimann 45+1’, 50’ | Marcatori | 58’, 87’ Hernández 63’ (aut.) Vlaar |

| Arbitro: | Anthony Taylor |

|                |           |  |
| Pilkington 60’ | Marcatori |  |

| Arbitro: | Lee Probert |

|                                      |           |            |
| Evans 64’ Fletcher 68’ Hernández 72’ | Marcatori | 52’ Mackie |

| Arbitro: | Mike Jones |

|               |           |  |
| van Persie 1’ | Marcatori |  |

| Arbitro: | Mark Halsey |

|                                           |           |                                                    |
| Robson-Kanu 8’ le Fondre 19’ Morrison 23’ | Marcatori | 13’ Anderson 16’ (rig.), 30’ Rooney 34’ van Persie |

| Arbitro: | Martin Atkinson |

|                           |           |                                  |
| Y. Touré 60’ Zabaleta 86’ | Marcatori | 16’, 29’ Rooney 90+2’ van Persie |

| Arbitro: | Chris Foy |

|                                         |           |              |
| van Persie 16’ Cleverley 19’ Rooney 59’ | Marcatori | 72’ Campbell |

| Arbitro: | Michael Oliver |

|           |           |          |
| Michu 29’ | Marcatori | 16’ Evra |

| Arbitro: | Mike Dean |

|                                                 |           |                                     |
| Evans 25’ Evra 58’ van Persie 71’ Hernández 90’ | Marcatori | 4’ Perch 28’ (aut.) Evans 68’ Cissé |

| Arbitro: | Jon Moss |

|                                  |           |  |
| McAuley 9’ (aut.) van Persie 90’ | Marcatori |  |

| Arbitro: | Andre Marriner |

|  |           |                                        |
|  | Marcatori | 35’, 63’ Hernández 43’, 88’ van Persie |

| Arbitro: | Howard Webb |

|                          |           |               |
| van Persie 19’ Vidić 54’ | Marcatori | 57’ Sturridge |

| Arbitro: | Chris Foy |

|               |           |                |
| Dempsey 90+3’ | Marcatori | 25’ van Persie |

| Arbitro: | Lee Mason |

|                |           |              |
| Rooney 8’, 27’ | Marcatori | 3’ Rodriguez |

| Arbitro: | Kevin Friend |

|  |           |            |
|  | Marcatori | 79’ Rooney |

| Arbitro: | Mark Halsey |

|                            |           |  |
| Giggs 13’ van Persie 45+1’ | Marcatori |  |

| Arbitro: | Anthony Taylor |

|  |           |                      |
|  | Marcatori | 23’ Rafael 80’ Giggs |

| Arbitro: | Neil Swarbrick |

|                                   |           |  |
| Kagawa 45+1’, 76’, 87’ Rooney 90’ | Marcatori |  |

| Arbitro: | Lee Probert |

|                      |           |                             |
| Vaz Tê 16’ Diamé 55’ | Marcatori | 31’ Valencia 77’ van Persie |

| Arbitro: | Lee Mason |

|            |           |  |
| Rooney 21’ | Marcatori |  |

| Arbitro: | Kevin Friend |

|  |           |                    |
|  | Marcatori | 27’ (aut.) Bramble |

| Arbitro: | Mike Dean |

|                    |           |                       |
| Kompany 59’ (aut.) | Marcatori | 51’ Milner 78’ Agüero |

| Arbitro: | Jon Moss |

|  |           |                                  |
|  | Marcatori | 4’ Carrick 66’ (rig.) van Persie |

| Arbitro: | Anthony Taylor |

|                         |           |  |
| van Persie 3’, 13’, 33’ | Marcatori |  |

| Arbitro: | Phil Dowd |

|            |           |                       |
| Walcott 2’ | Marcatori | 44’ (rig.) van Persie |

| Arbitro: | Howard Webb |

|  |           |                  |
|  | Marcatori | 87’ (aut.) Jones |

| Arbitro: | Jon Moss |

|                             |           |           |
| Hernández 39’ Ferdinand 87’ | Marcatori | 49’ Michu |

| Arbitro: | Michael Oliver |

|                                               |           |                                                                     |
| Morrison 40’ Lukaku 50’, 81’, 86’ Mulumbu 81’ | Marcatori | 6’ Kagawa 9’ (aut.) Olsson 30’ Büttner 53’ van Persie 63’ Hernández |

### FA Cup
| Arbitro: | Martin Atkinson |

|                  |           |                                |
| Collins 26’, 58’ | Marcatori | 22’ Cleverley 90+1’ van Persie |

| Arbitro: | Phil Dowd |

|           |           |  |
| Rooney 9’ | Marcatori |  |

| Arbitro: | Mark Clattenburg |

|                                               |           |            |
| Giggs 3’ (rig.) Rooney 50’ Hernández 52’, 65’ | Marcatori | 77’ Hughes |

| Arbitro: | Andre Marriner |

|                        |           |             |
| Nani 69’ Hernández 72’ | Marcatori | 81’ McAnuff |

| Arbitro: | Howard Webb |

|                         |           |                        |
| Hernández 5’ Rooney 11’ | Marcatori | 58’ Hazard 68’ Ramires |

| Arbitro: | Phil Dowd |

|        |           |  |
| Ba 48’ | Marcatori |  |

### Football League Cup
| Arbitro: | Anthony Taylor |

|                            |           |           |
| Anderson 44’ Cleverley 58’ | Marcatori | 62’ Cissé |

| Arbitro: | Lee Mason |

|                                                                            |           |                                               |
| D. Luiz 31’ (rig.) Cahill 52’ Hazard 90’ (rig.) Sturridge 97’ Ramires 116’ | Marcatori | 22’, 120’ (rig.) Giggs 43’ Hernández 59’ Nani |

### UEFA Champions League

#### Fase a gironi
| Arbitro: | Wolfgang Stark |

|            |           |  |
| Carrick 7’ | Marcatori |  |

| Arbitro: | Alberto Undiano Mallenco |

|               |           |                     |
| Kapetanos 14’ | Marcatori | 29’, 49’ van Persie |

| Arbitro: | Milorad Mažić |

|                              |           |              |
| Hernández 25’, 75’ Evans 62’ | Marcatori | 2’, 20’ Alan |

| Arbitro: | Felix Brych |

|                 |           |                                                  |
| Alan 49’ (rig.) | Marcatori | 80’ van Persie 84’ (rig.) Rooney 90+2’ Hernández |

| Arbitro: | Carlos Velasco Carballo |

|            |           |  |
| Yılmaz 53’ | Marcatori |  |

| Arbitro: | Daniele Orsato |

|  |           |                  |
|  | Marcatori | 56’ Luís Alberto |

#### Fase a eliminazione diretta
| Arbitro: | Felix Brych |

|                |           |             |
| C. Ronaldo 30’ | Marcatori | 20’ Welbeck |

| Arbitro: | Cüneyt Çakır |

|                     |           |                           |
| S. Ramos 48’ (aut.) | Marcatori | 66’ Modrić 69’ C. Ronaldo |

## Statistiche

### Statistiche di squadra
Statistiche aggiornate al 19 maggio 2013.
| Competizione     | Punti | In casa | In casa | In casa | In casa | In casa | In casa | In trasferta | In trasferta | In trasferta | In trasferta | In trasferta | In trasferta | Totale | Totale | Totale | Totale | Totale | Totale | DR  |
| Competizione     | Punti | G       | V       | N       | P       | Gf      | Gs      | G            | V            | N            | P            | Gf           | Gs           | G      | V      | N      | P      | Gf     | Gs     | DR  |
| ---------------- | ----- | ------- | ------- | ------- | ------- | ------- | ------- | ------------ | ------------ | ------------ | ------------ | ------------ | ------------ | ------ | ------ | ------ | ------ | ------ | ------ | --- |
| Premier League   | 89    | 19      | 16      | 0       | 3       | 45      | 19      | 19           | 12           | 5            | 2            | 41           | 24           | 38     | 28     | 5      | 5      | 86     | 43     | +43 |
| FA Cup           | -     | 4       | 3       | 1       | 0       | 9       | 4       | 2            | 0            | 1            | 1            | 2            | 3            | 6      | 3      | 2      | 1      | 11     | 7      | +4  |
| League Cup       | -     | 1       | 1       | 0       | 0       | 2       | 1       | 1            | 0            | 0            | 1            | 4            | 5            | 2      | 1      | 0      | 1      | 6      | 6      | 0   |
| Champions League | 12    | 4       | 2       | 0       | 2       | 5       | 5       | 4            | 2            | 1            | 1            | 6            | 4            | 8      | 4      | 1      | 3      | 11     | 9      | +2  |
| Totale           | -     | 28      | 22      | 1       | 5       | 61      | 29      | 26           | 14           | 7            | 5            | 53           | 36           | 54     | 36     | 8      | 10     | 114    | 65     | +49 |

### Statistiche dei giocatori
| Giocatore      | Premier League | Premier League | Premier League | Premier League | FA Cup   | FA Cup | FA Cup      | FA Cup     | League Cup | League Cup | League Cup  | League Cup | Champions League | Champions League | Champions League | Champions League | Totale   | Totale | Totale      | Totale     |
| Giocatore      | Presenze       | Reti           | Ammonizioni    | Espulsioni     | Presenze | Reti   | Ammonizioni | Espulsioni | Presenze   | Reti       | Ammonizioni | Espulsioni | Presenze         | Reti             | Ammonizioni      | Espulsioni       | Presenze | Reti   | Ammonizioni | Espulsioni |
| -------------- | -------------- | -------------- | -------------- | -------------- | -------- | ------ | ----------- | ---------- | ---------- | ---------- | ----------- | ---------- | ---------------- | ---------------- | ---------------- | ---------------- | -------- | ------ | ----------- | ---------- |
| B. Amos        | 0              | 0              | 0              | 0              | 0        | 0      | 0           | 0          | 0          | 0          | 0           | 0          | 0                | 0                | 0                | 0                | 0        | 0      | 0           | 0          |
| Anderson       | 17             | 1              | 1              | 0              | 3        | 0      | 0           | 0          | 2          | 1          | 0           | 0          | 4                | 0                | 0                | 0                | 26       | 2      | 1           | 0          |
| Bebé           | 0              | 0              | 0              | 0              | 0        | 0      | 0           | 0          | 0          | 0          | 0           | 0          | 0                | 0                | 0                | 0                | 0        | 0      | 0           | 0          |
| R. Brady       | 0              | 0              | 0              | 0              | 0        | 0      | 0           | 0          | 1          | 0          | 0           | 0          | 0                | 0                | 0                | 0                | 1        | 0      | 0           | 0          |
| A. Büttner     | 5              | 2              | 1              | 0              | 3        | 0      | 0           | 0          | 2          | 0          | 0           | 0          | 3                | 0                | 0                | 0                | 13       | 2      | 1           | 0          |
| M. Carrick     | 36             | 1              | 3              | 0              | 5        | 0      | 0           | 0          | 0          | 0          | 0           | 0          | 5                | 1                | 1                | 0                | 46       | 2      | 4           | 0          |
| T. Cleverley   | 22             | 2              | 1              | 0              | 4        | 1      | 1           | 0          | 1          | 1          | 0           | 0          | 5                | 0                | 0                | 0                | 32       | 4      | 2           | 0          |
| D. de Gea      | 28             | -26            | 0              | 0              | 5        | -7     | 0           | 0          | 1          | -1         | 0           | 0          | 7                | -8               | 0                | 0                | 41       | -42    | 0           | 0          |
| J. Evans       | 23             | 3              | 2              | 0              | 2        | 0      | 0           | 0          | 0          | 0          | 0           | 0          | 5                | 1                | 0                | 0                | 30       | 4      | 2           | 0          |
| P. Evra        | 34             | 4              | 3              | 0              | 3        | 0      | 0           | 0          | 0          | 0          | 0           | 0          | 5                | 0                | 2                | 0                | 42       | 4      | 5           | 0          |
| R. Ferdinand   | 28             | 1              | 2              | 0              | 2        | 0      | 0           | 0          | 0          | 0          | 0           | 0          | 4                | 0                | 1                | 0                | 34       | 1      | 3           | 0          |
| D. Fletcher    | 3              | 1              | 0              | 0              | 0        | 0      | 0           | 0          | 2          | 0          | 0           | 0          | 5                | 0                | 0                | 0                | 10       | 1      | 0           | 0          |
| R. Giggs       | 20             | 2              | 0              | 0              | 4        | 1      | 0           | 0          | 1          | 2          | 1           | 0          | 5                | 0                | 0                | 0                | 30       | 5      | 1           | 0          |
| J. Hernández   | 21             | 10             | 1              | 0              | 6        | 4      | 0           | 0          | 2          | 1          | 0           | 0          | 6                | 3                | 0                | 0                | 35       | 18     | 1           | 0          |
| Á. Henríquez   | 0              | 0              | 0              | 0              | 0        | 0      | 0           | 0          | 0          | 0          | 0           | 0          | 0                | 0                | 0                | 0                | 0        | 0      | 0           | 0          |
| S. Johnstone   | 0              | -0             | 0              | 0              | 0        | -0     | 0           | 0          | 0          | -0         | 0           | 0          | 0                | -0               | 0                | 0                | 0        | -0     | 0           | 0          |
| P. Jones       | 17             | 0              | 4              | 0              | 4        | 0      | 0           | 0          | 0          | 0          | 0           | 0          | 3                | 0                | 0                | 0                | 24       | 0      | 4           | 0          |
| S. Kagawa      | 20             | 6              | 1              | 0              | 3        | 0      | 0           | 0          | 0          | 0          | 0           | 0          | 3                | 0                | 0                | 0                | 26       | 6      | 1           | 0          |
| M. Keane       | 0              | 0              | 0              | 0              | 0        | 0      | 0           | 0          | 2          | 0          | 1           | 0          | 0                | 0                | 0                | 0                | 2        | 0      | 1           | 0          |
| J. King        | 0              | 0              | 0              | 0              | 0        | 0      | 0           | 0          | 0          | 0          | 0           | 0          | 1                | 0                | 0                | 0                | 1        | 0      | 0           | 0          |
| A. Lindegaard  | 10             | -17            | 0              | 0              | 1        | -0     | 0           | 0          | 1          | -5         | 0           | 0          | 1                | -1               | 0                | 0                | 13       | -23    | 0           | 0          |
| F. Macheda     | 0              | 0              | 0              | 0              | 0        | 0      | 0           | 0          | 1          | 0          | 0           | 0          | 2                | 0                | 0                | 0                | 3        | 0      | 0           | 0          |
| Nani           | 11             | 1              | 1              | 0              | 5        | 1      | 0           | 0          | 1          | 1          | 1           | 0          | 4                | 0                | 0                | 1                | 21       | 3      | 2           | 1          |
| N. Powell      | 2              | 1              | 0              | 0              | 0        | 0      | 0           | 0          | 2          | 0          | 0           | 0          | 2                | 0                | 0                | 0                | 6        | 1      | 0           | 0          |
| Rafael         | 28             | 3              | 6              | 1              | 4        | 0      | 0           | 0          | 1          | 0          | 0           | 0          | 7                | 0                | 2                | 0                | 40       | 3      | 8           | 1          |
| W. Rooney      | 27             | 12             | 7              | 0              | 3        | 3      | 0           | 0          | 1          | 0          | 0           | 0          | 6                | 1                | 0                | 0                | 37       | 16     | 7           | 0          |
| P. Scholes     | 14             | 1              | 6              | 0              | 3        | 0      | 2           | 0          | 0          | 0          | 0           | 0          | 2                | 0                | 1                | 0                | 19       | 1      | 9           | 0          |
| C. Smalling    | 15             | 0              | 1              | 0              | 5        | 0      | 0           | 0          | 0          | 0          | 0           | 0          | 2                | 0                | 1                | 0                | 22       | 0      | 2           | 0          |
| R. Tunnicliffe | 0              | 0              | 0              | 0              | 0        | 0      | 0           | 0          | 2          | 0          | 0           | 0          | 0                | 0                | 0                | 0                | 2        | 0      | 0           | 0          |
| A. Valencia    | 30             | 1              | 6              | 0              | 6        | 0      | 0           | 0          | 0          | 0          | 0           | 0          | 4                | 0                | 1                | 0                | 40       | 1      | 7           | 0          |
| R. van Persie  | 38             | 26             | 6              | 0              | 4        | 1      | 0           | 0          | 0          | 0          | 0           | 0          | 6                | 3                | 2                | 0                | 48       | 30     | 8           | 0          |
| M. Vermijl     | 0              | 0              | 0              | 0              | 0        | 0      | 0           | 0          | 1          | 0          | 0           | 0          | 0                | 0                | 0                | 0                | 1        | 0      | 0           | 0          |
| N. Vidić       | 18             | 1              | 2              | 0              | 2        | 0      | 1           | 0          | 0          | 0          | 0           | 0          | 2                | 0                | 1                | 0                | 22       | 1      | 4           | 0          |
| D. Welbeck     | 27             | 1              | 1              | 0              | 4        | 0      | 0           | 0          | 2          | 0          | 0           | 0          | 7                | 1                | 0                | 0                | 40       | 2      | 1           | 0          |
| S. Wootton     | 0              | 0              | 0              | 0              | 0        | 0      | 0           | 0          | 2          | 0          | 1           | 0          | 2                | 0                | 0                | 0                | 4        | 0      | 1           | 0          |
| A. Young       | 19             | 0              | 1              | 0              | 2        | 0      | 0           | 0          | 0          | 0          | 0           | 0          | 2                | 0                | 0                | 0                | 23       | 0      | 1           | 0          |